# Kerékpárút

A kerékpárutat jelző tábla

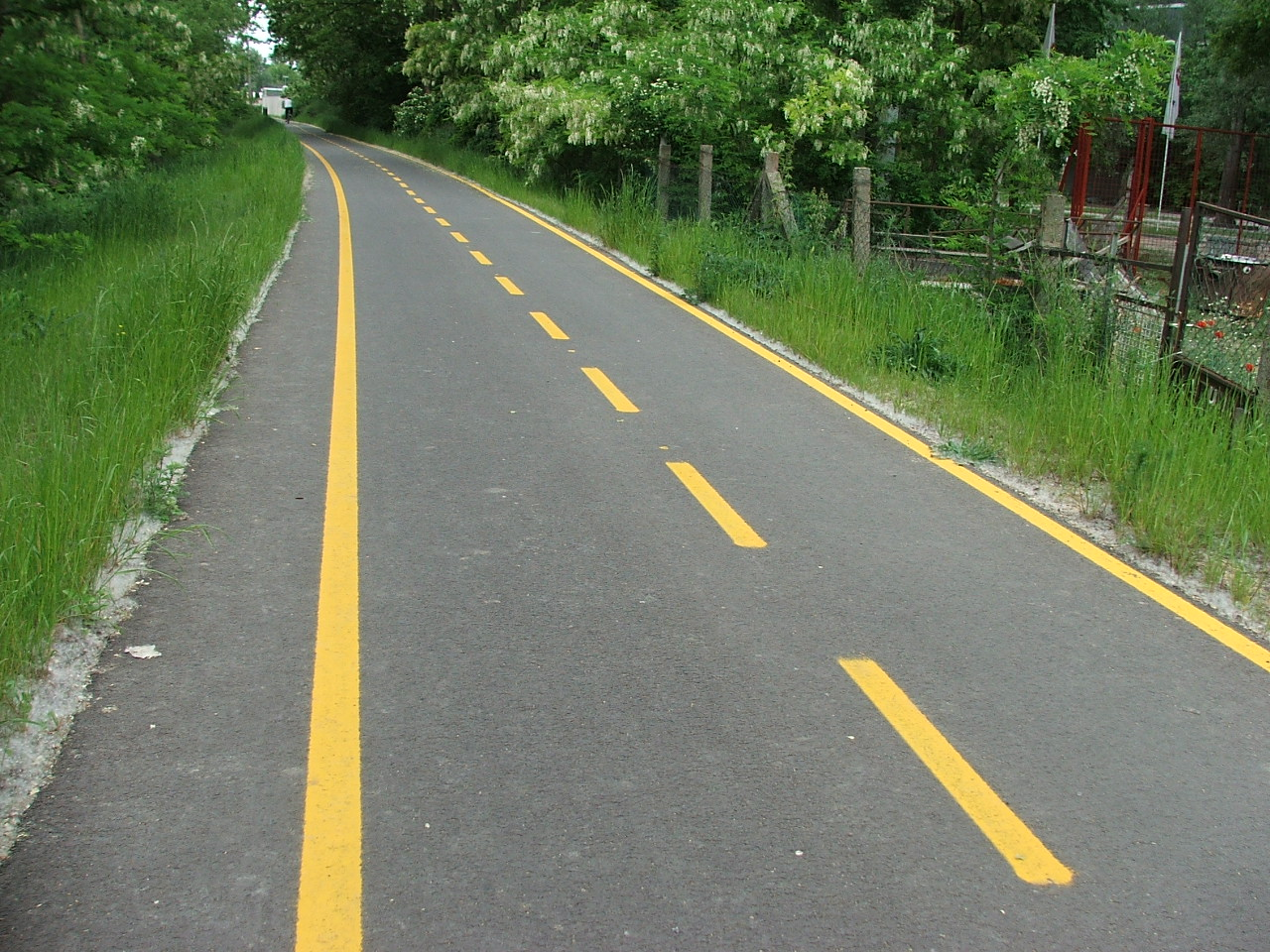
A Duna menti kerékpárút Szentendre közelében

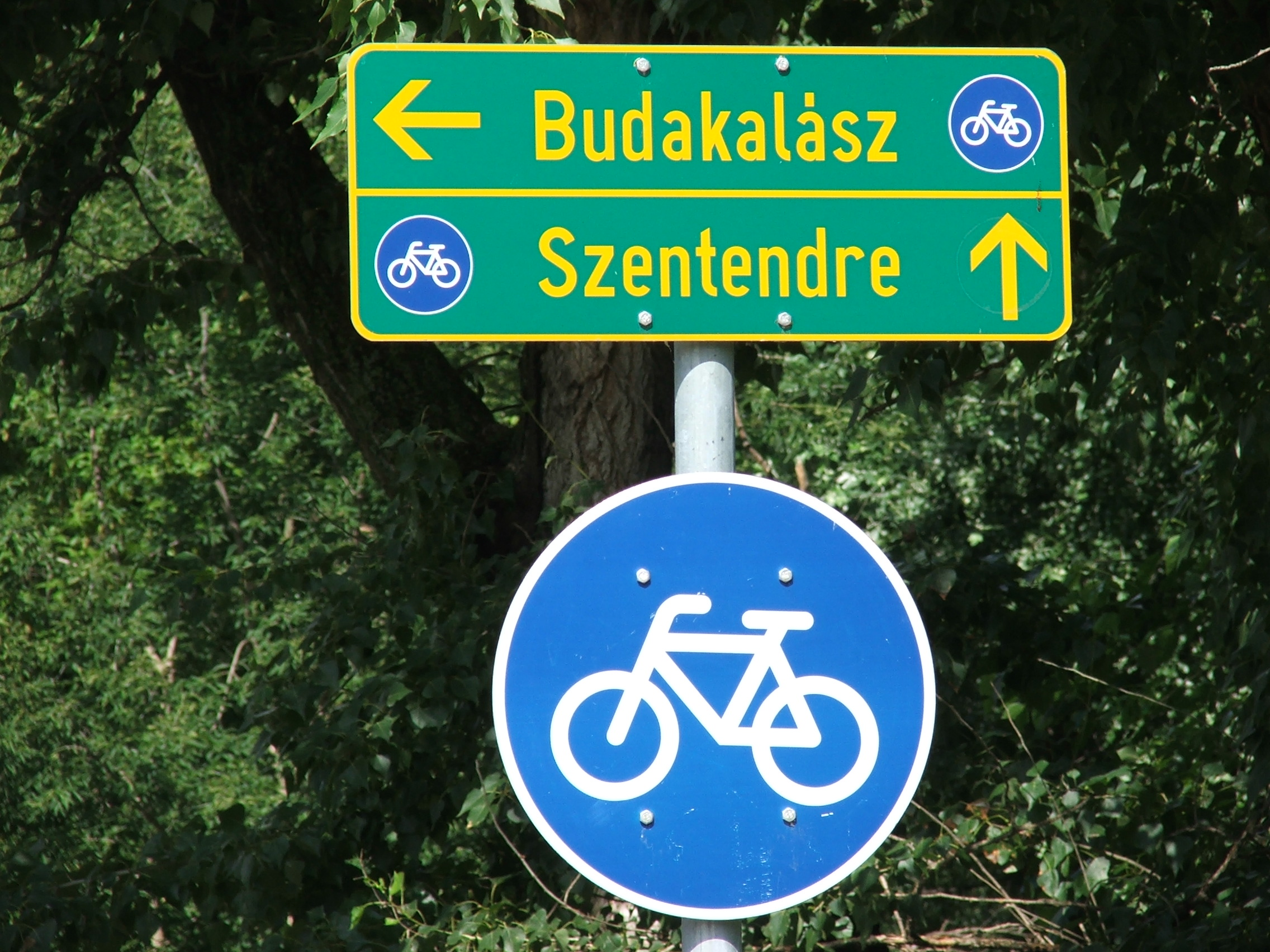
Útirányjelző tábla

A kerékpárút definíció szerint „a közúti forgalom által használt felületektől a kerékpáros közlekedés céljára elkülönített út, amelyen csak kerékpárosok és korlátozott körülmények között (20 km/h-nál kisebb sebességgel) segédmotoros kerékpárok közlekedhetnek. A kerékpárutat a kezdeténél, illetve minden szilárd burkolatú út keresztezése után a „Kerékpárút” (KRESZ 26. ábra) jelzőtábla, végénél a „Kerékpárút vége” (KRESZ 26/a ábra) jelzőtábla jelzi”.
Gyakran kerékpárútnak nevezik az összefüggő kerékpáros turisztikai útvonalakat, az egyes szakaszok konkrét technikai kialakításától (kerékpárút, kerékpársáv, kisforgalmú utca, mezőgazdasági út) függetlenül.

## Típusok

### Önálló kerékpárút
A kétirányú kerékpárút általában a közút egyik oldalán létesül, és közös felületen vezeti mindkét irányú kerékpáros forgalmat. Két szélét folyamatos sárga vonallal kell kijelölni, a kétirányú kerékpárút esetében pedig tengelyében szaggatott sárga terelővonalat kell alkalmazni.
Az egyirányú kerékpárút az út két oldalán, a közúti forgalomnak megfelelő irányban vezeti a kerékpáros forgalmat, ami forgalmi szempontból kedvező. Az egyirányú forgalmi rendet útburkolati jelekkel egyértelművé kell tenni. Lakott területen belül kerékpársávval kedvezően kombinálható.

### Elválasztott gyalog- és kerékpárút
Az elválasztott gyalog- és kerékpárút olyan út, amit egy sárga csíkkal ketté osztanak, hogy az egyik oldalát a gyalogosok, a másikat a kerékpárosok használják. Ezt táblákkal és az utak térfelére festett piktogramokkal is jelölik.

### Elválasztás nélküli gyalog- és kerékpárút
Az elválasztás nélküli gyalog- és kerékpárút olyan út, amin se csíkkal, se máshogy nincsenek elkülönítve a gyalogosok és kerékpárosok, ezért azt közösen használják. Ezért ilyen utakon fokozott figyelemre van szükség a balesetek elkerülésére. 
Az elválasztott és az elválasztás nélküli gyalog- és kerékpárút is rendszerint olyan helyeken található, ahol nincs hely külön kerékpárutat, vagy kerékpársávot építeni, de emellett külső, jellemzően anyagi tényezők is közrejátszhatnak ezen egyszerűbb utak kialakításában.

## Közlekedésbiztonság
A következő adatok a különböző utakon elszenvedett balesetek gyakoriságát mutatják:
- A kis forgalmú úton megtett egymillió kerékpár-kilométerre átlagosan 36 baleset jutott.
- Forgalmas főútvonalon ez a szám 65-71 között mozgott.
- Kerékpárúton átlagosan 182 kerékpáros baleset következett be egymillió kilométeren.[2]
- A kerékpáros blogot üzemeltető Mohl József szerint Győrben 12 kerékpáros balesetből 11 kerékpárút–közút kereszteződésben történt.[3][4]

## Jelentősebb kerékpárutak, útszakaszok, hálózatok
- EuroVelo
- Budapest kerékpáros közlekedése
- Duna menti kerékpárút
- Balatoni kerékpárút
- Fertő tavi kerékpárutak
- Zala-völgyi kerékpárút
- Sió-csatorna kerékpárút